# Alfred Bryan
Pour les articles homonymes, voir Bryan.
Alfred Bryan (15 septembre 1871 - 1er avril 1958) est un parolier et librettiste de comédies musicales canadien. 

## Biographie
Bryan est né à Brantford, en Ontario. Il a travaillé comme arrangeur à New York et a écrit les paroles de nombreux spectacles de Broadway à la fin des années 1910 et au début des années 1920. Dans les années 1920, il s'installe à Hollywood pour écrire des paroles de comédies musicales.  
Bryan a travaillé avec plusieurs compositeurs au cours de sa carrière. Parmi ses collaborateurs figurent Henriette Blanke-Belcher (en), Fred Fisher, Al Sherman, Larry Stock (en) et Joe McCarthy (en). Peut-être que sa chanson la plus réussie était I Didn't Raise My Boy to Be a Soldier (en) (1915), avec la musique d'Al Piantadosi (en),,. La chanson s'est vendue à 650 000 exemplaires au cours des trois premiers mois et est devenue l'une des chansons les plus vendues aux États-Unis en 1915. Bien que Bryan lui-même n'était pas un pacifiste engagé, il a décrit les sentiments anti-guerre du public américain dans ses paroles.  
Il est décédé à Gladstone, New Jersey (en), à l'âge de 86 ans. 
Alfred Bryan repose au Gate of Heaven Cemetery (Hawthorne, New York) (en). 

## Prix et distinctions
- 1970 : cérémonie d'introduction au Songwriters Hall of Fame (Panthéon des paroliers)[9]
- 2003 : cérémonie d'introduction au Canadian Songwriters Hall of Fame (Panthéon des paroliers canadiens)[10].

## Comédies musicales (sélection)
- Du 17 juillet 1919 au 18 octobre 1919 : 87 représentations des Shubert Gaieties of 1919, musique de Jean Schwartz, parolier Alfred Bryan, au 44th Street Theatre puis au Winter Garden Theatre[11],
- Du 7 octobre 1919 au 22 novembre 1919 : 56 représentations de Hello Alexander,  musique de Jean Schwartz, parolier Alfred Bryan, au 44th Street Theatre[12],
- Du 5 avril 1920 au 14 août 1920 : 150 représentations de l'Ed Wynn's Carnival d'Ed Wynn avec des chansons d'Alfred Bryan, au New Amsterdam Theatre puis au Selwyn Theatre (actuellement l'American Airlines Theatre[13],
- Du 23 octobre 1919 au 5 juin 1920 : 280 représentations du Passing Show of 1919, musique de Jean Schwartz et chansons additionnelles d'Alfred Bryan au Winter Garden Theatre[14],
- Du 5 avril 1920 au 14 août 1920 : 150 représentations de l'Ed Wynn's Carnival d'Ed Wynn avec des chansons d'Alfred Bryan au New Amsterdam Theatre puis au Selwyn Theatre[13],
- Du 12 juillet 1920 au 27 novembre 1920 : 120 représentations de The Midnight Rounders of 1920, musique de Jean Schwartz, livret d'Alfred Bryan au Century Promenade[15],
- Du 12 juillet 1920 au 1er janvier 1921 : 150 représentations de la Century Revue, musique de Jean Schwartz, livret d'Alfred Bryan au Century Promenade[16],
- Du 29 décembre 1920 au 28 mai 1921 : 191 représentations du Passing Show of 1921, musique de Jean Schwartz et chansons additionnelles d'Alfred Bryan au Winter Garden Theatre[17],
- Du 3 mai 1927 au 12 novembre 1927 : 174 représentations de A Night in Spain, musique de Jean Schwartz, livret d'Alfred Bryan au 44th Street Theatre puis au Winter Garden Theatre[18].

## Chansons
- 1904 We'll Be Together When the Clouds Roll By (musique de Kerry Mills)
- 1906 Everybody Gives Me Good Advice (musique de James Kendis et Herman Paley)
- 1909 JI'll Do Anything But (musique d'Henriette Blanke-Belcher (en))[3]
- 1910 Put Your Head Upon my Shoulder (musique d'Henriette Blanke-Belcher)
- 1910 Come Josephine in My Flying Machine (en) (musique de Fred Fisher)
- 1911 My Irish Girl (musique d'Henriette Blanke-Belcher)
- 1913 Peg o 'My Heart (musique de Fred Fisher)
- 1913 I'm On My Way to Mandalay (musique de Fred Fisher)
- 1914 Who Paid the Rent for Mrs. Rip Van Winkle? (musique de Fred Fischer)
- 1914 Down in Waterloo. (m: Albert Gumble et Jack Wells)
- 1914 When It's Night-Time Down in Burgundy. (m: Herman Paley)[19]
- 1915 I Didn't Raise My Boy to Be a Soldier (en). (m: Al Piantadosi (en))[20]
- 1915 When Our Mothers Rule the World. (m: Jack Wells)[19]
- 1916 Don't Cry Dolly Grey. (m: Herman Paley)[20]
- 1916 I Wouldn't Steal the Sweetheart of a Soldier Boy. (m: Herman Paley)[20]
- 1917 Buy a Red Cross Rossie. (m: Harry Tierney)[20]
- 1917 Chimes of Normandy. (m: Jack Wells)[20]
- 1917 Cleopatra. (m: Harry Tierney)[20]
- 1917 Don't Try to Steal the Sweetheart of a Soldier. (m: Van and Schenck (en))[20]
- 1917 For One Sweet Day. (m: Harry Tierney)[20]
- 1917 Get a Girl to Lead the Army. (m: Harry Tierney)[20]
- 1917 God Save Us all. (m: Harry Tierney)[20]
- 1917 I Want a Good Girl and I Want Her Bad. (m: Harry Tierney)[20]
- 1917 If You'll Be a Soldier I'll Be a Red Cross Nurse. (m: Harry Tierney)
- 1917  I'm Crazy Over Every Girl In France (en). (m: Pete Wendling (en) et Jack Wells)[20]
- 1917 It's Time for Every Boy to Be a Soldier . (m: Harry Tierney)[20]
- 1917 Lorraine (My Beautiful Alsace Lorraine) (en). (m: Fred Fisher)[20]
- 1917 My Yokohama Girl. (m: Harry Tierney)[20]
- 1917 Over the Top avec Jack Wells et Pete Wendling[19]
- 1917 Sweet Little Buttercup . (m: Herman Paley)[19]
- 1917There's a Vacant Chair in Every Home Tonight. (m: Ernest Breuer)[19]
- 1917 Universal Peace Song God Save Us All (m: Harry Tierney)[19]
- 1917 Vegetable Song . (m: Harry Tierney)[19]
- 1918 Big Chief Killahun avec Edgar Leslie. (m: Maurice Abrahams (en))[20]
- 1918 Cheer Up Father, Cheer Up Mother . (m: Herman Paley)[20]
- 1918 Come Across, Yankee Boy, Come Across. (m: Fred Fisher)[20]
- 1918 Comprenez-Vous Papa . (m: Ray Lawrence)[20]
- 1918 Girls of France (en) avec Edgar Leslie & Harry Ruby[20]
- 1918 Joan of Arc They Are Calling You (en) avec Willie Weston. (m: Jack Wells)[20]
- 1918 Mister McAdoo avec Joseph McCarthy . (m: Fred Fisher)[20]
- 1918 Oui, Oui, Marie (en) avec Joe McCarthy. (m: Fred Fisher)[19]
- 1918 Wee, Wee, Marie (Will You Do Zis for Me) (en) avec Joe McCarrthy. (m: Fred Fisher)[19]
- 1918 When Alexander Takes His Ragtime Band to France (en) avec Cliff Hess et Edgar Leslie[19]
- 1918 When the Boys from Dixie Eat the Melon on the Rhine. (m: Ernest Breuer)[19]
- 1918 When They Do the Hula Hula on the Boulevard. (m: Ray Lawrence)[19]
- 1918 White House Is the Light House of the World avec Irving Caesar[19]
- 1919 I'm Going to Break That Mason-Dixie Line Until I Get to That Gal of Mine. (m: Jean Schwartz)[20]
- 1919 On the Road to Calais (en). (m: Al Jolson)[19].